# تکانه دوقطبی الکتریکی

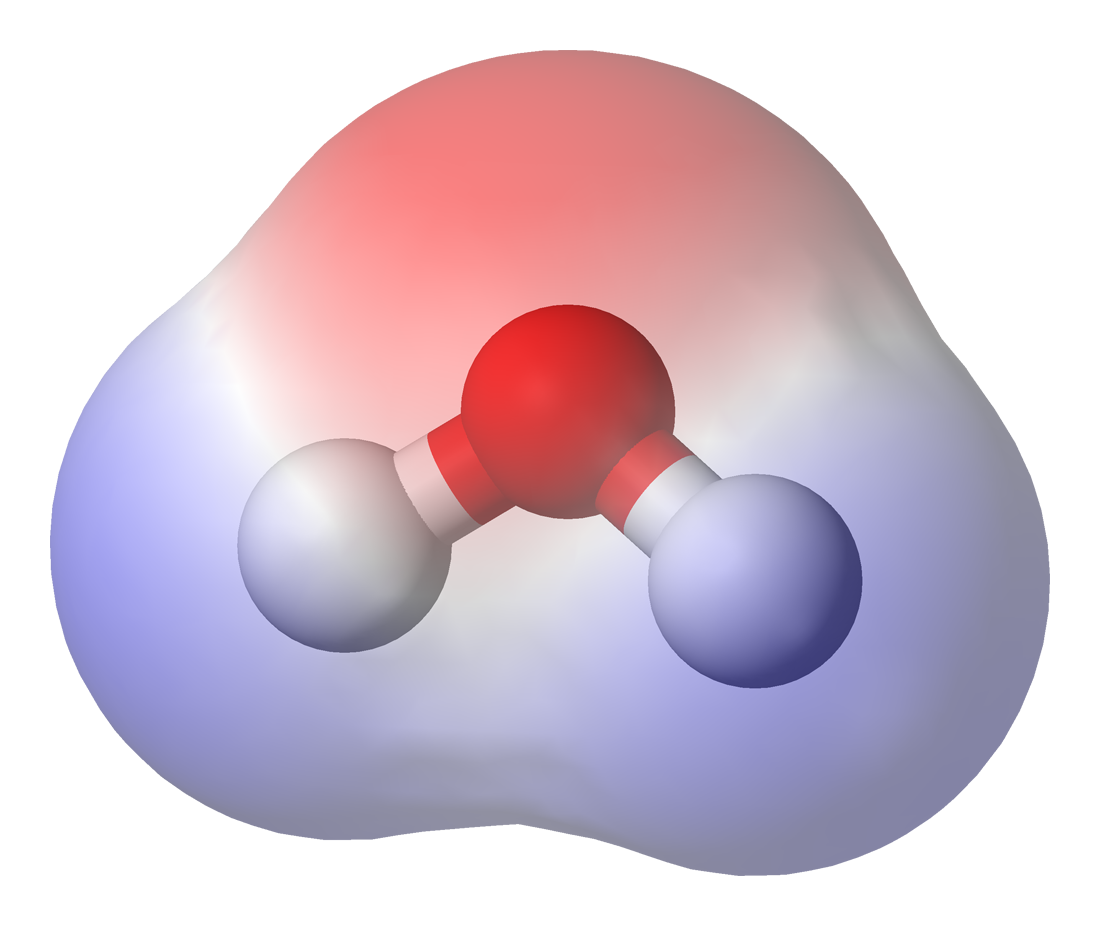
یگ مولوکول آب. یک مولکول آب به دلیل اشتراک نابرابر الکترون های آن در یک ساختار "خمیده" قطبی است. جدایی بار با بار منفی در وسط (سایه قرمز) و بار مثبت در انتها (سایه آبی) وجود دارد.

در فیزیک تکانه دو قطبی الکتریکی یک مقیاس برای جدا ساختن بار مثبت و منفی الکتریکی در یک سیستم باردار است و میزان پلاریزه شدن یک سیستم را بیان می‌کند.
در یک سیستم ساده با دو بار –q,+q اندازه تکانه عبارت است از {\displaystyle p=qd\,} که d بردار فاصله‌است که بار منفی به بار مثبت کشیده می‌شود بنابراین بردار تکانه دو قطبی در راستای d از بار منفی به سمت بار مثبت است. هیچ تناقضی در این مسئله وجود ندارد برای اینکه بردار دو قطبی باید جهت گیری دو قطبی را نشان دهد که نحوهٔ قرار گرفتن بارهاست و این جهت میدان روی این بارها را نشان نمی‌دهد.
یک حالت ایده‌آل برای دو قطبی شامل دو بار نقطه‌ای بی اندازه کوچک است که با فاصله معین و محدود از هم قرار گرفته‌اند.
تعریف گشتاور دوقطبی:
به مقدار2dqکه درآن qاندازهء یکی از بارها ست گشتاور دو قطبی گویند.
بااینکه بردار نیست ،برای راحتی در توجیه برخی مسائل به آن یک بردار نسبت می دهیم.
این بردار روی خطّ واصل و جهتش از بار مثبت به بار منفی است.

## حالت کلی
در حالت کلی برای یک توزیع پیوسته بارها که در یک حجمV توزیع شده‌اند گشتاور دو قطبی چنین تعریف می‌شود:
{\displaystyle {\boldsymbol {p}}({\boldsymbol {r}})=\int _{V}\rho ({\boldsymbol {r_{0}}})\,({\boldsymbol {r_{0}}}-{\boldsymbol {r}})\ d^{3}{\boldsymbol {r_{0}}},}
در حالی که r فاصله از مکان مشاهده و d3r0 بر یک حجم ابتدایی Vدلالت می‌کند برای باریکه‌ای از چگالی بار حاصل جمع تابع دلتای دیراک است.
{\displaystyle \rho ({\boldsymbol {r}})=\sum _{i=1}^{N}\,q_{i}\,\delta (\mathbf {r} -\mathbf {r} _{i})\,}
که در آن هر بردار {\displaystyle \mathbf {r} _{i}} برداری است از بار {\displaystyle \mathbf {q} _{i}} تا نقطه اندازه‌گیری بیان فرمول بالا به صورت انتگرالی چنین است:
{\displaystyle {\boldsymbol {p}}({\boldsymbol {r}})=\sum _{i=1}^{N}\,q_{i}\int \delta (\mathbf {r_{0}} -\mathbf {r} _{i})\,({\boldsymbol {r_{0}}}-{\boldsymbol {r}})\ d^{3}{\boldsymbol {r_{0}}}} {\displaystyle =\sum _{i=1}^{N}\,q_{i}({\boldsymbol {r_{i}}}-{\boldsymbol {r}}),}
این بیان با بیان برای دو بار {\displaystyle N=2}  کاملاً یکسان است برای دو بار مخالف مکان بار مثبت با {\displaystyle {\boldsymbol {r_{+}}}}و بار منفی با{\displaystyle {\boldsymbol {r_{-}}}} نمایش داده می‌شود.
{\displaystyle {\boldsymbol {p}}({\boldsymbol {r}})} {\displaystyle =q_{1}({\boldsymbol {r_{1}}}-{\boldsymbol {r}})+q_{2}({\boldsymbol {r_{2}}}-{\boldsymbol {r}})} {\displaystyle =q({\boldsymbol {r_{+}}}-{\boldsymbol {r}})-q({\boldsymbol {r_{-}}}-{\boldsymbol {r}})} {\displaystyle =q({\boldsymbol {r_{+}}}-{\boldsymbol {r_{-}}})=q{\boldsymbol {d}}\,}
نمایش بردار دو قطبی از بار منفی به بار مثبت است برای اینکه بردار مکان یک نقطه به سمت بیرون از محل قرار گرفتن آن نقطه‌است.
وقتی سیستم به‌طور کلی خنثی باشد بردار تکانه دو قطبی به راحتی قابل فهم است. به عنوان مثال یک جفت از بارهای مثبت یا یک رسانای خنثی در یک میدان الکتریکی را در نظر بگیرید. برای یک سیستم از بارها بدون قرار گرفتن هیچ بار خارجی باریکه‌ای از بار که از بارهای مخالف تشکیل شده‌است رابطه دو قطبی الکتریکی چنین بیان می‌شود.
{\displaystyle {\boldsymbol {p}}({\boldsymbol {r}})=\sum _{i=1}^{N}\,\int q_{i}\left(\delta (\mathbf {r_{0}} -(\mathbf {r} _{i}+{\boldsymbol {d_{i}}}))-\delta (\mathbf {r_{0}} -\mathbf {r} _{i})\right)\,({\boldsymbol {r_{0}}}-{\boldsymbol {r}})\ d^{3}{\boldsymbol {r_{0}}}} {\displaystyle =\sum _{i=1}^{N}\,q_{i}\left({\boldsymbol {r_{i}+d_{i}}}-{\boldsymbol {r}}-({\boldsymbol {r_{i}}}-{\boldsymbol {r}})\right)=\sum _{i=1}^{N}q_{i}{\boldsymbol {d}}_{i}\,=\sum _{i=1}^{N}{\boldsymbol {p}}_{i}\,}
که در آن جمع برداری تک تک تکانه‌های دو قطبی جفت بارهای خالص است (به علت اینکه بار خالص خنثی است مقدار دو قطبی به فاصلهٔ نقطه مشاهدهrبستگی دارد) بنابراین مقدار p بدون توجه به انتخاب نقطه مرجع در حالت کلی روی یکی از بارها صفر است. وقتی راجع به دو قطبی الکتریکی یک سیستم خنثی مانند یک پروتون صحبت می‌کنیم دو قطبی یک وابستگی به انتخاب نقاط مرجع دارد در این قرار دادها بسته به اینکه نقطه مرجع مرکز جرم سیستم یا مرکز جرم بار باشد یک منبع دلخواه است. این قراردادها نشان می‌دهد که تکانه دو قطبی یک ویژگی ذاتی سیستم است.

## پتانسیل و میدان یک دو قطبی الکتریکی
یک دو قطبی ایده‌آل شامل دو بار با اندازهٔ بسیار کوچک است پتانسیل دو قطبی ایده‌آلی مانند دو بار مخالف محاسبه می‌شود.
{\displaystyle \phi (r)=q/(4\pi \epsilon _{0}|r-r_{1}|)-q/(4\pi \epsilon _{0}|r-r_{2}|)\,}
{\displaystyle r_{2}-r_{1}=d\,}
که d فاصله بین دو بار است که از مرکز بار اندازه گرفته می‌شود و بردار یکه r در راستای R است.
{\displaystyle R=(r_{1}+r_{2})/2;R^{\prime }=R/R\,}
با انجام برخی عملیات ریاضی پتانسیل به صورت زیر بیان می‌شود.
{\displaystyle \phi (R)=1/(4\pi \epsilon _{0})(qd.R^{\prime })/R^{2}+otherterms\approx 1/(4\pi \epsilon _{0})(p.R^{\prime })/R^{2}\,}
که سایر عبارات نسبت به {\displaystyle d/R\,} بسیار کوچک هستند. می‌دانیم که تکانه دو قطبی به صورت
{\displaystyle p=dq\,}بیان می‌شود. عبارت پتانسیل برای دو قطبی نیز چنین بیان می‌شود:
{\displaystyle \phi (R)=-p.\nabla 1/(4\pi \epsilon _{0}R)\,}
این رابطه نشان می‌دهد که پتانسیل به مکان قرار گرفتن باره بستگی دارد یک نکته مهم دیگر این است که پتانسیل دو قطبی با کاهش r سریع تر از بار نقطه‌ای کاهش می‌یابد. میدان دو قطبی گرادیان پتانسیل است.
{\displaystyle E=(3p.R^{\prime })/(4\pi \epsilon _{0}R^{3})R^{\prime }-p/(4\pi \epsilon _{0}R^{3})\,}
اگر چه دو بار مخالف در یک فاصله معین یک دو قطبی ایده‌آل نیستند (به دلیل اینکه پتانسیل آن‌ها در فواصل نزدیک شبیه پتانسیل دو قطبی نیست) در فواصلی بزرگتر از فاصله بین دو بار تکانه دو قطبی آن به‌طور مستقیم در پتانسیل و میدان ظاهر می‌شود هر چه دو بار به یکدیگر نزدیک تر شوند (d کوچکتر شود) عبارت دو قطبی و چند قطبی بر اساس عبارت{\displaystyle d/R\,}کسترش می‌یابد و تنها نشانهٔ عبارت R در فاصله‌های بسیار نزدیک است و d مقداری متناهی است. بار دو قطبی باید آن قدر تغییر کند که مقدار p ثابت باشد این فرایند و نتایج آن مربوط به یک دو قطبی نقطه‌ای است.

## چگالی تکانه دو قطبی و چگالی قطبش
تکانه دو قطبی برای باریکه‌ای از بارها به صورت
{\displaystyle p=\sum _{h=1}^{N}{q_{i}d_{i}}\,}
است که میزان قطبش باریه را تخمین می‌زند و برای باریکه بدون بار آشکار یک بردار است که در آن جهت قرار گرفتن باریکه مهم نیست چگالی تکانه دو قطبی هم شامل جهت گیری خط بار و هم شامل تکانه دو قطبی است وقتی می‌خواهیم میدان را در برخی مناطق شامل خط بار محاسبه کنیم معادلات ماکسول را حل می‌کنیم و اطلاعات مربوط به خط بار را از طریق چگالی قطبش وارد معادلات می‌کنیم. بسته به اطلاعات مورد نیاز محاسبه میدان برای باریکهٔ بار بر اساس (p(r بیان می‌شود که با توجه به شرایط مسئله تابعی از (P(r) = p(r می‌باشد.
حال پرسش این است که چگالی قطبش چگونه دارد معادلات ماکسول با تکانهٔ دو قطبی که نه تنها تکانه دو قطبی بلکه مکان خط بار را مشخص می‌کند، مربوط می‌شود.
فرمول بندی معادلات ماکسول بر اساس تقسیم بار و جریان بر بار آزاد و بار مقید و به وسیله D و P معرفی می‌شود.

## D=ϵ.E+P{\displaystyle D=\epsilon .E+P}
که P چگالی قطبش است دیورژانس این فرمول منتج به این نتیجه می‌شود.
{\displaystyle \nabla \cdot {\boldsymbol {D}}=\rho _{f}=\varepsilon _{0}\nabla \cdot {\boldsymbol {E}}+\nabla \cdot {\boldsymbol {P}}\ ,}
بر اساس عبارت دیورژانس E بار کامل و ρf بار آزاد است که بر اساس رابطهٔ زیر بیان می‌شود:
{\displaystyle \nabla p=-\rho _{b}}
{\displaystyle \rho _{b}}بار مقید است که تفاوت میان بار کل و بار آزاد است.
از طرف دیگر در غیاب میدان مغناطیسی در معادلهٔ ماکسول {\displaystyle \nabla xE=0}است که منجر می‌شود{\displaystyle \nabla _{x}(D-P)}
که ملزم انرژی آزاد هلملولتز می‌شود.
{\displaystyle (D-P)=-\nabla \phi }
برای پتانسیل اسکالر ϕ
{\displaystyle \nabla .(D-P)=\epsilon _{0}\nabla .E=p_{f}+p_{b}=-\nabla ^{2}\phi .}
بر اساس اینکه بار به دو دستهٔ آزاد و نقید تقسیم‌بندی می‌شود پتانسیل به صورت {\displaystyle \phi =\phi _{f}+\phi _{b}} بیان می‌شود.
به‌طور کلی هنگامی که هیچ باری آزاد نیست یک انتخاب به صورت {\displaystyle P=\epsilon .E} وجود دارد.

### بار رسانا و چگالی دو قطبی
همان‌طور که قبلاً بحث شد یک مدل برای چگالی تکانه قطبیده (P(r) = p(r می‌شود با اندکی تغییرات در توزیع تکانه چگالی بار مقید به صورت p(r) = −ρb∇· بیان می‌شود اگر چه در مورد (p(r ایجاد یک تغییر ناگهانی در تکانه دو قطبی میان دو نقطه ·(p(r∇ یک سطح بار منزوی را نشان می‌دهد. ·
از این سطح بار می‌توان انتگرال گرفت یا با استفاده از شرایط مرزی آن را محاسبه کرد برای اولین مثال مربوط به تکانه دو قطبی در قطبش یک رسانا با چگالی با( ρ(r و تکانه دو قطبی (p(r در نظر بگیرید پتانسیل در نقطه r عبارت است از:
{\displaystyle \phi ({\boldsymbol {r}})={\frac {1}{4\pi \varepsilon _{0}}}\int {\frac {\rho ({\boldsymbol {r}}_{0})}{|{\boldsymbol {r}}-{\boldsymbol {r}}_{0}|}}d^{3}{\boldsymbol {r}}_{0}\ +{\frac {1}{4\pi \varepsilon _{0}}}\int {\frac {{\boldsymbol {p}}({\boldsymbol {r}}_{0}){\boldsymbol {\cdot (r-r_{0})}}}{|{\boldsymbol {r}}-{\boldsymbol {r}}_{0}|^{3}}}d^{3}{\boldsymbol {r}}_{0},}
که (ρ(rچگالی بار است و (p(r چگالی تکانه دو قطبی است با استفاده از تساوی زیر:
{\displaystyle \nabla _{{\boldsymbol {r}}_{0}}{\frac {1}{|{\boldsymbol {r}}-{\boldsymbol {r}}_{0}|}}={\frac {{\boldsymbol {r}}-{\boldsymbol {r}}_{0}}{|{\boldsymbol {r}}-{\boldsymbol {r}}_{0}|^{3}}}}
{\displaystyle {\frac {1}{4\pi \varepsilon _{0}}}\int {\frac {{\boldsymbol {p}}({\boldsymbol {r}}_{0}){\boldsymbol {\cdot (r-r_{0})}}}{|{\boldsymbol {r}}-{\boldsymbol {r}}_{0}|^{3}}}d^{3}{\boldsymbol {r}}_{0}={\frac {1}{4\pi \varepsilon _{0}}}\int {\boldsymbol {p}}({\boldsymbol {r}}_{0}){\boldsymbol {\cdot \nabla }}_{{\boldsymbol {r}}_{0}}{\frac {1}{|{\boldsymbol {r}}-{\boldsymbol {r}}_{0}|}}d^{3}{\boldsymbol {r}}_{0}\,}
{\displaystyle ={\frac {1}{4\pi \varepsilon _{0}}}\int {\boldsymbol {\nabla _{\boldsymbol {r_{0}}}\cdot }}\left({\boldsymbol {p}}({\boldsymbol {r}}_{0}){\frac {1}{|{\boldsymbol {r}}-{\boldsymbol {r}}_{0}|}}\right)d^{3}{\boldsymbol {r}}_{0}-{\frac {1}{4\pi \varepsilon _{0}}}\int {\frac {{\boldsymbol {\nabla _{\boldsymbol {r_{0}}}\cdot }}{\boldsymbol {p}}({\boldsymbol {r}}_{0})}{|{\boldsymbol {r}}-{\boldsymbol {r}}_{0}|}}d^{3}{\boldsymbol {r}}_{0}\,}
عبارت اول به یک انتگرال روی سطح تبدیل می‌شود با جاگذاری این رابطه در پتانسیل این رابطه بدست می‌آید.
{\displaystyle \phi ({\boldsymbol {r}})={\frac {1}{4\pi \varepsilon _{0}}}\int {\frac {\rho ({\boldsymbol {r}}_{0})-{\boldsymbol {\nabla _{\boldsymbol {r_{0}}}\cdot }}{\boldsymbol {p}}({\boldsymbol {r}}_{0})}{|{\boldsymbol {r}}-{\boldsymbol {r}}_{0}|}}d^{3}{\boldsymbol {r}}_{0}\,}
پتانسیل به وسیلهٔ بار تخمین زده می‌شود که می‌توان نوشت.
{\displaystyle \rho _{total}({\boldsymbol {r}}_{0})=\rho ({\boldsymbol {r}}_{0})-{\boldsymbol {\nabla _{\boldsymbol {r_{0}}}\cdot }}{\boldsymbol {p}}({\boldsymbol {r}}_{0})\,}
که نشان می‌دهد
{\displaystyle -{\boldsymbol {\nabla _{\boldsymbol {r_{0}}}\cdot }}{\boldsymbol {p}}({\boldsymbol {r}}_{0})=\rho _{b}\,}
به‌طور خلاصه تکانه دو قطبی (p(r نقش چگالی قطبش را برای رسانا ایفا می‌کند توجه به این نکته ضروری است که
(p(r یک دیورژانس غیر مساوی با صفر دارد.
باید به این نکته توجه کرد که از رابطه زیر می‌توان برای چند قطبی‌ها: دو قطبی، چهار قطبی و . . . استفاده کرد
{\displaystyle \nabla \cdot {\boldsymbol {D}}=\rho _{f}\,}
انتظار می‌رود که چگالی قطبش چنین بیان شود:
{\displaystyle {\boldsymbol {P(r)}}=-{\boldsymbol {\nabla \cdot p_{Dip}}}-{\boldsymbol {\nabla \cdot p_{Quad}}}+...\,}
که عبارات بعدی برای چند قطبی‌های مرتبه بالاتر است.

## بار سطحی

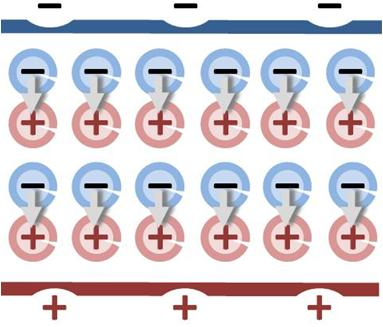
A uniform array of identical dipoles is equivalent to a surface charge.

در مباحث قبلی با استفاده از یک عبارت دارای دیورژانس برای پتانسیل به یک دو قطبی رسیدیم این عبارت نتیجهٔ یک بار سطحی است. شکل آرایشی از باریکه‌ای از دو قطبی‌های مشابه را نشان می‌دهد باید از خارج سر و دم قطبی‌های مجاور یکدیگر را خنثی می‌کنند در یک سطح بسته هیچ خنثی کردنی اتفاق نمی‌افتد در عوض بر روی سطح سر دو قطبی‌ها نقش قطب مثبت و دم آن‌ها نقش قطب منفی را ایفا می‌کنند این دو سطح مخالف یک میدان الکتریکی ایجاد می‌کنند که جهت آن در خلاف جهت دو قطبی است این نظریه یک فرم ریاضی به خود می‌گیرد که به صورت زیر بیان می‌شود.
{\displaystyle \phi ({\boldsymbol {r}})={\frac {1}{4\pi \varepsilon _{0}}}\int {\boldsymbol {\nabla _{\boldsymbol {r_{0}}}\cdot }}\left({\boldsymbol {p}}({\boldsymbol {r}}_{0}){\frac {1}{|{\boldsymbol {r}}-{\boldsymbol {r}}_{0}|}}\right)d^{3}{\boldsymbol {r}}_{0}}   {\displaystyle -{\frac {1}{4\pi \varepsilon _{0}}}\int {\frac {{\boldsymbol {\nabla _{\boldsymbol {r_{0}}}\cdot }}{\boldsymbol {p}}({\boldsymbol {r}}_{0})}{|{\boldsymbol {r}}-{\boldsymbol {r}}_{0}|}}d^{3}{\boldsymbol {r}}_{0}\,}
با استفاده از قضیه دیورژانس داریم.
{\displaystyle {\frac {1}{4\pi \varepsilon _{0}}}\int {\boldsymbol {\nabla _{\boldsymbol {r_{0}}}\cdot }}\left({\boldsymbol {p}}({\boldsymbol {r}}_{0}){\frac {1}{|{\boldsymbol {r}}-{\boldsymbol {r}}_{0}|}}\right)d^{3}{\boldsymbol {r}}_{0}}
{\displaystyle ={\frac {1}{4\pi \varepsilon _{0}}}\int {\frac {{\boldsymbol {p}}({\boldsymbol {r}}_{0}){\boldsymbol {\cdot }}d{\boldsymbol {A_{0}}}}{|{\boldsymbol {r}}-{\boldsymbol {r}}_{0}|}}\,}
که dAo یک المان سطحی از حجم است که می‌توان نوشت
{\displaystyle \phi ({\boldsymbol {r}})}   {\displaystyle ={\frac {1}{4\pi \varepsilon _{0}}}\int {\frac {1}{|{\boldsymbol {r}}-{\boldsymbol {r}}_{0}|}}\ {\boldsymbol {p}}\cdot d{\boldsymbol {A_{0}}}\,}
dAo یک المان است که از سطح گرفته می‌شود پتانسیل روی سطح با در نظر گرفتن مقدار ثابت pبا بار سطح برابر می‌شود  σ = p·dA که مقدار آن در راستای p مثبت و در خلاف آن منفی است (معمولاً المان را طوری می‌گیرند که جهت آن عمود بر سطح به طرف بیرون باشد)
اگر سطح مورد نظر کرده باشد و نقطه مشاهده در مرکز کره انتگرال روی سطح کره صفر است زیرا توزیع دو قطبی‌ها به گونه‌ای است که بارهای هم ارز یکدیگر را حذف می‌کنند اگر نقطه مشاهده جایی جز مرکز باشد یک پتانسیل بدست می‌آید به دلیل اینکه قطب‌های مثبت و منفی در فاصلهٔ متفاوتی از نقطه مشاهده قرار دارند. می‌دانی که به بار سطحی می‌انجامد عبارت است از:
{\displaystyle {\boldsymbol {E}}({\boldsymbol {r}})=-{\frac {1}{4\pi \varepsilon _{0}}}{\boldsymbol {\nabla }}_{\boldsymbol {r}}\int {\frac {1}{|{\boldsymbol {r}}-{\boldsymbol {r}}_{0}|}}\ {\boldsymbol {p}}\cdot d{\boldsymbol {A_{0}}}\,}
که در مرکز کره پتانسیل صفر است اما در عوض میدان
{\displaystyle {\boldsymbol {E}}=-{\frac {\boldsymbol {p}}{3\varepsilon _{0}}}\,}
اگر چنین فرض شود که قطبیدگی توسط یک میدان خارجی است در این حالت قطبیدگی دو قطبی می‌تواند روی میدان اثر بگذارد یا حتی آن را خنثی کند به علاوه هنگامی که یک کره توخالی داریم میدان حاصل از قطبش دو قطبی‌ها در جهت میدان است. به‌طور مشخص پذیر فتاری الکتریکی چنین تعریف می‌شود:
{\displaystyle {\boldsymbol {p(r)}}=\varepsilon _{0}\chi ({\boldsymbol {r}}){\boldsymbol {E(r)}}\,}
سپس:
{\displaystyle {\boldsymbol {\nabla \cdot p(r)}}={\boldsymbol {\nabla \cdot }}\left(\chi {\boldsymbol {(r)}}\varepsilon _{0}{\boldsymbol {E(r)}}\right)=-\rho _{b}\,}
(χ (r به عنوان یک الگو برای بار محدود به دو نقطه انتخاب می‌شود به عنوان مثال انتگرال در امتداد بردار نرمال یک سطح بسته از نقطه داخل سطح به نقطه‌ای در خارج سطح چنین بدست می‌آید:
{\displaystyle \varepsilon _{0}{\hat {\boldsymbol {n}}}\cdot \left(\chi {\boldsymbol {(r_{+})}}{\boldsymbol {E(r_{+})}}-\chi {\boldsymbol {(r_{-})}}{\boldsymbol {E(r_{-})}}\right)={\frac {1}{A_{n}}}\int d\Omega _{n}\ \rho _{b}=0\,}
که An, Ωn مکان و حجم المان را نشان می‌دهند و {\displaystyle {\hat {\boldsymbol {n}}}} بردار واحد سطح است با میل دادن المان حجم به صفر سمت راست به صفر نزدیک می‌شود در این ρb متناهی است و این نشان دهندهٔ متناهی بودن E است و در ادامه آن متناهی بودن بار سطحی. چگالی قطبش به تکانه دو قطبی با این رابطه مربوط می‌شود
(p(r) = χ(r)E(r که همان‌طور که دیده می‌شود به توزیع بار بر سطح نیز بستگی دارد این مطلب این گونه تفسیر می‌شود که به‌طور واقع بینانه از دیدگاه فیزیکی
(p(r می‌تواند چگالی تکانه دو قطبی را در مرزها به صفر برساند و به‌طور ناگهانی صفر نمی‌شود بنابراین بار موزی در مرزها صفر نمی‌شود و بار سطحی با دیورژانس چگالی تکانه دو قطبی جایگزین می‌شود.

## کرهٔ دی الکتریک در میدان خارجی یکنواخت

Electric field lines in dielectric sphere with greater susceptibility than its

فرض می‌کنیم میدان کروی یکنواخت در راستای z داریم از مختصات کروی برای حل این مسئله استفاده می‌کنیم بنابراین پتانسیل میدان چنین بدست می‌آید:
{\displaystyle \phi _{\infty }=-E_{\infty }z=-E_{\infty }r\cos \theta \,}
کره با یک ثابت دی الکتریک k توصیف می‌شود کهD = κε0E و پتانسیل با استفاده از تساوی لاپلاس بدست می‌آید با انجام مقداری عملیات ریاضی در نزدیکی کره بدست می‌آوریم:
{\displaystyle \phi _{<}=Ar\cos \theta \,}
در حالی که در بیرون کره:
{\displaystyle \phi _{>}=\left(Br+{\frac {C}{r^{2}}}\right)\cos \theta \,}
در فواصل بزرگ φ> → φ∞  بنابراین B = -E∞  با جاگذاری پتانسیل و مؤلفه جابه جایی D = κε0E دو ثابت دیگر را می‌توان حدس زد. با فرض اینکه شعاع کره R باشد داریم:
{\displaystyle A=-{\frac {3}{\kappa +2}}E_{\infty }\ ;\ C={\frac {\kappa -1}{\kappa +2}}E_{\infty }R^{3}\,}
بر اساس یک نتیجه منطقی پتانسیل عبارت است از:
{\displaystyle \phi _{>}=\left({-r}+{\frac {\kappa -1}{\kappa +2}}{\frac {R^{3}}{r^{2}}}\right)E_{\infty }\cos \theta \,}
به دلیل وجود پتانسیل، میدان و به علاوه یک جهت برای دو قطبی در نهایت تکانه در قطبی بدست می‌آید:
{\displaystyle {\boldsymbol {p}}=4\pi \varepsilon _{0}\left({\frac {\kappa -1}{\kappa +2}}{R^{3}}\right){\boldsymbol {E_{\infty }}}\,}
یا با تقسیم بر حجم:
{\displaystyle {\frac {\boldsymbol {p}}{V}}={3}\varepsilon _{0}\left({\frac {\kappa -1}{\kappa +2}}\right){\boldsymbol {E_{\infty }}}\,}
عامل (k-1)/(k-2) البته در این مثال نمی‌تواند اتفاق بیفتد اما در مثالی با دو دی الکتریک مختلف k می‌تواند با یک رابطه خطی که بین ثابت‌ها در داخل و خارج دی الکتریک برقرار است جایگزین شود که می‌تواند یکی بزرگتر یا کوچکتر باشد پتانسیل در نزدیکی سطح کره چنین است:
{\displaystyle \phi _{<}=-{\frac {3}{\kappa +2}}E_{\infty }r\cos \theta \,}
که به این میدان در نزدیکی کره منجر می‌شود:
{\displaystyle {\boldsymbol {-\nabla }}\phi _{<}={\frac {3}{\kappa +2}}{\boldsymbol {E_{\infty }}}=\left(1-{\frac {\kappa -1}{\kappa +2}}\right){\boldsymbol {E_{\infty }}}\,}
که اثرات قطبیدگی را بر دو قطبی نشان می‌دهد توجه کنید که میدان در اطراف کره یکنواخت است و موازی محور اصلی است تکانه دو قطبی در نقاط داخل کره یکنواخت است چگالی بار سطحی در راستی مؤلفهٔ شعاعی کره چنین است:
{\displaystyle \sigma ={3}\varepsilon _{0}{\frac {\kappa -1}{\kappa +2}}E_{\infty }\cos \theta ={\frac {1}{V}}{\boldsymbol {p\cdot {\hat {R}}}}\,}
این مثال نشان می‌دهد که رفتار دی الکتریک مانند دو قطبی الکتریکی یکنواخت است و همه جا به صفر میل می‌کند جز در نقاط مرزی کره.

## روش کلی
اگر مشاهدات یک سیستم بار تنها محدود به منطقه‌ای جزئی باشد یک آرایش از چند قطبی‌ها را می‌توان بررسی کرد با ناقص کردن این توزیع برای مثال تنها عبارات شامل دو قطبی یا چهار قطبی را نگه می‌داریم می‌توان به همان نتایج تقسیم قبل رسید. به‌طور کلی عبارت مربوط به چند قطبی غیرقابل تشخیص از چگالی قطبش تولید شده دو قطبی یکنواخت است در مکان‌های نزدیک باریکه برای وارد کردن تکانه دو قطبی به توجهات بیش تری نیاز است این ساده‌ترین تخمین برای جاگذاری باریکهٔ بار با یک دو قطبی ایده‌آل است در مثال‌های قبلی ما از یک چگالی تکانه دو قطبی ثابت استفاده کردیم که به یک منطقه خاص محدود بود یک مدل عام تر این روش روابط پذیر فتاری الکتریکی و نفوذپذیری الکتریکی در روابط است یک مدل بسیار پیش رفته تر استفاده از رسانندگی مؤثر از میانگین بارهای میکروسکوپیک است برای مثال میانگین می‌تواند طوری باشد که فقط دو قطبی‌ها در میدان نقش داشته باشند یک مدل رایج از این روش دو بار با فاصله که مانند دو دی الکتریک همجنس رفتار می‌کنند و بارهای نزدیک به‌طور تخمینی مدلی از دو قطبی‌ها هستند.

## تکانه دو قطبی ذرات بنیادی
کارهای تجربی بسیاری برای اندازه‌گیری تکانه دو قطبی الکتریکی (EDM) ذرات بنیادی نوترون و الکترون انجام گرفته‌است از آنجا که (EDM) تقارن زمان و زوجیت را از بین می‌برد مقدار آن‌ها به یک مدل مستقل وابسته می‌شود بنابراین برای توصیف آن‌ها به مدل‌های استاندارد فیزیک ذرات نیازمندیم.
در واقع تئوری‌های بسیاری در این مورد بیان شده‌اند که برخی از آن‌ها نقش قابل توجهی نیز داشته‌اند تئوری‌های جدید در جهت یافتن یک رنج بزرگ از EDM هاست که در آزمایش‌های LHC عملی شده‌اند.